# Кондратюк, Александр Александрович
Александр Александрович Кондратюк (27 августа 1916, Петроград — 22 мая 1994, Москва) — советский военнослужащий, полковник Советской Армии, участник Великой Отечественной войны, Герой Советского Союза (1942).

## Биография
Александр Кондратюк родился 14 (по новому стилю — 27) августа 1916 года в Петрограде (ныне — Санкт-Петербург). 
После окончания семи классов школы работал токарем на Ленинградском оптико-механическом заводе. В сентябре 1934 года Кондратюк был призван на службу в Рабоче-крестьянскую Красную Армию. В 1937 году окончил Харьковскую военную авиационную школу лётчиков. Участвовал в японо-китайской войне.
С июня 1941 года — на фронтах Великой Отечественной войны. Неоднократно отличался в боях.
Указом Президиума Верховного Совета СССР «О присвоении звания Героя Советского Союза начальствующему и рядовому составу Красной Армии» от 5 мая 1942 года за «образцовое выполнение боевых заданий командования на фронте борьбы с немецкими захватчиками и проявленные при этом отвагу и геройство» удостоен высокого звания Героя Советского Союза с вручением ордена Ленина и медали «Золотая Звезда» за номером 567.
К тому времени он был заместителем командира эскадрильи 5-го гвардейского истребительного авиаполка Калининского фронта. За время своего участия в боях он совершил 337 боевых вылета, принял участие в 63 воздушных боях, лично сбив 8 вражеских самолётов. 
В августе 1942 года получил тяжёлое ранение, после чего длительное время лежал в госпитале. С 1943 года Кондратюк был лётчиком-испытателем военной приёмки Московского авиазавода № 381, с 1947 года — военной приёмки Тушинского авиазавода № 82. Участвовал в испытаниях самолётов «МиГ-15», во время одного из полётов произошла авария, при которой Кондратюк получил тяжёлые травмы головы. После этого он ушёл в отставку и расстался с лётной работой. 

Могила Кондратюка на Кунцевском кладбище.

Проживал в Москве. Скончался 22 мая 1994 года, похоронен на Кунцевском кладбище Москвы.
Был также награждён орденом Красного Знамени, двумя орденами Отечественной войны 1-й степени, двумя орденами Красной Звезды, рядом медалей.